# Fråga
En fråga (även interrogation), uttryckt med hjälp av en frågesats, är normalt en språkhandling avsedd att efterforska information. Ett påstående kan dock av retoriska skäl ges formen av en fråga, se retorisk fråga. Ett annat exempel är att göra uppmaningar artigare genom att formulera dem som frågor:Kan du räcka mig sockret?. På en del språk är det obligatoriskt att ha med ett ord som motsvarar svenskans "eller?" för att markera att det är en ja-nejfråga och ett ord som motsvarar svenskans "väl?" för att markera frågor i allmänhet. Detta kallas för frågepartikel. Sedan medeltiden avslutas en fråga skriven på språk med latinska alfabetet med tecknet ?, vilket bland annat lånats in i japanska och kinesiska.
I riksdagen är fråga enskild ledamots fråga till ett statsråd. Jämför interpellation
"Fråga" kan också betyda detsamma som "problem". En politisk fråga är ett debattämne som framtvingar ett ställningstagande.

## Typer av frågor
- Retorisk fråga
- Rangordningsfrågor är frågor där intervjupersonen ombeds prioritera olika alternativ efter vad han eller hon anser viktigt till exempel från 1-5.
- Flervalsfrågor
- Öppen fråga
- Autentisk fråga
- Ledande fråga
- Komplex fråga